# Leichtathletik-Weltmeisterschaften 2019/Teilnehmer (Mexiko)
| Gelbes Symbol für Goldmedaillen mit stilisierten Olympischen Ringen | Graues Symbol für Silbermedaillen mit stilisierten Olympischen Ringen | Braundes Symbol für Bronzemedaillen mit stilisierten Olympischen Ringen |
| ------------------------------------------------------------------- | --------------------------------------------------------------------- | ----------------------------------------------------------------------- |
| —                                                                   | —                                                                     | —                                                                       |

Der Leichtathletikverband von Mexiko will an den Leichtathletik-Weltmeisterschaften 2019 in Doha teilnehmen. Elf Athletinnen und Athleten wurden vom mexikanischen Verband nominiert.

## Ergebnisse

### Frauen

#### Laufdisziplinen
| Athletin       | Disziplin   | Vorlauf | Vorlauf | Halbfinale | Halbfinale | Finale    | Finale |
| Athletin       | Disziplin   | Zeit    | Platz   | Zeit       | Platz      | Zeit      | Platz  |
| -------------- | ----------- | ------- | ------- | ---------- | ---------- | --------- | ------ |
| Paola Morán    | 400 m       | 51,58 s | 15      | 51,08 s    | 9          | DNQ       | DNQ    |
| Ilse Guerrero  | 20 km Gehen |         |         |            |            | 1:46:32 h | 37     |
| Valeria Ortuño | 20 km Gehen |         |         |            |            | 1:43:51 h | 32     |

### Männer

#### Laufdisziplinen
| Athlet                 | Disziplin    | Vorlauf | Vorlauf | Halbfinale | Halbfinale | Finale    | Finale |
| Athlet                 | Disziplin    | Zeit    | Platz   | Zeit       | Platz      | Zeit      | Platz  |
| ---------------------- | ------------ | ------- | ------- | ---------- | ---------- | --------- | ------ |
| Fernando Vega          | 400 m Hürden | 49,95 s | 19      | 49,96 s    | 18         | DNQ       | DNQ    |
| José Leyver            | 20 km Gehen  |         |         |            |            | DSQ       | DSQ    |
| Julio César Salazar    | 20 km Gehen  |         |         |            |            | 1:33:02 h | 20     |
| Carlos Sánchez Cantera | 20 km Gehen  |         |         |            |            | DNF       | DNF    |
| Horació Nava           | 50 km Gehen  |         |         |            |            | 4:24:16 h | 18     |
| Isaac Palma            | 50 km Gehen  |         |         |            |            | DNF       | DNF    |

#### Sprung/Wurf
| Athlet         | Disziplin   | Qualifikation | Qualifikation | Finale     | Finale |
| Athlet         | Disziplin   | Weite/Höhe    | Platz         | Weite/Höhe | Platz  |
| -------------- | ----------- | ------------- | ------------- | ---------- | ------ |
| Uziel Muñoz    | Kugelstoßen | 19,06 m       | 34            | DNQ        | DNQ    |
| Diego del Real | Hammerwurf  | 73,15 m       | 21            | DNQ        | DNQ    |